# Баруха, Андреас
Андреас Баруха (нем. Andreas Barucha, 2 апреля 1979, Потсдам, Бранденбург) — немецкий бобслеист, разгоняющий, выступавший за сборную Германии с 1999 года по 2011-й. Участник зимних Олимпийских игр 2010 года в Ванкувере, неоднократный призёр на различных этапах Кубка мира, обладатель золотой медали чемпионата мира.

## Биография
Андреас Баруха родился 2 апреля 1979 года в городе Потсдам, земля Бранденбург, с детства полюбил спорт, занимался лёгкой атлетикой. Вскоре увлёкся бобслеем, начал соревноваться на профессиональном уровне и, показав неплохие результаты, был взят разгоняющим в национальную команду Германии. В 2001 году взял бронзу на чемпионате мира среди юниоров, годом спустя одержал на этих соревнованиях победу, а на взрослом мировом первенстве 2009 года в американском Лейк-Плэсиде завоевал золотую медаль в зачёте смешанных команд.
Благодаря удачным выступлениям на молодёжном и взрослом поприще удостоился права защищать честь страны на Олимпийских играх 2010 года в Ванкувере, там в составе команды пилота Томаса Флоршюца боролся за призовые места в программе четырёхместных экипажей, но по итогам всех заездов оказался лишь на четвёртой позиции. После чемпионата мира 2011 года, где в четвёрках смог добраться только до седьмого места, Баруха принял решение завершить карьеру профессионального спортсмена, уступив место молодым немецким разгоняющим, после чего продолжил службу рядовым Бундесвера. Его старший брат Штефан тоже занимался бобслеем на профессиональном уровне, был участником зимних Олимпийских игр в Солт-Лейк-Сити, но из-за проблем со здоровьем в 2006 году вынужден был уйти из спорта.